# Торп, Родерик
Родерик Майн Торп-мл. (англ. Roderick Mayne Thorp, Jr.; 1 сентября 1936, Нью-Йорк — 28 апреля 1999, Окснард) — американский писатель. Автор многих детективов.

## Биография
После окончания колледжа работал в детективном агентстве, принадлежавшем его отцу. Потом преподавал литературу в школах и университетах Нью-Джерси и Калифорнии, работал в газетах и журналах.
Дебютировал в литературе в 1961 году. Наиболее известными произведениями стали два романа о полицейском Джозефе Лиленде: «Детектив» (1966) и «Ничто не вечно» (1979).
В 1999 году умер от инфаркта.

## Экранизации
По роману «Детектив» был снят одноимённый фильм (1968) с Фрэнком Синатрой в главной роли. Сюжет второго романа о Лиленде был взят за основу фильма «Крепкий орешек» (1988), в котором главный герой, сыгранный Брюсом Уиллисом, получил имя Джон Маклейн.